# Dubrovačko primorje
Dubrovačko primorje [ˈdubrɔʋatʃkɔː ˈpriːmɔːrjɛ] („Dubrovniker Küste“) ist eine Gemeinde in der Gespanschaft Dubrovnik-Neretva, Kroatien. Die Gemeinde umfasst das Gebiet nordwestlich von Dubrovnik zwischen der Küste und der Grenze zu Bosnien und Herzegowina und hat 2170 Einwohner (2011). Hauptort ist Slano.

## Ortsteile
Die Gemeinde Dubrovačko primorje umfasst 20 Ortschaften (Einwohnerzahlen von 2011):
- Banići 139
- Čepikuće 63
- Doli 189
- Imotica 122
- Kručica 34
- Lisac 36
- Majkovi 194
- Mravnica 38
- Ošlje 120
- Podgora 19
- Podimoć 52
- Slano 579
- Smokovljani 66
- Stupa 75
- Štedrica 58
- Točionik 23
- Topolo 154
- Trnova 44
- Trnovica 35
- Visočani 130